# Mastophora stowei
Mastophora stowei là một loài nhện trong họ Araneidae.
Loài này thuộc chi Mastophora. Mastophora stowei được Herbert Walter Levi miêu tả năm 2003.